# 李景隆
李 景隆（り けいりゅう、14世紀 - 1424年）、幼名九江（きゅうこう）は、明初の官僚・将軍。建国の功臣であり洪武帝の外甥（姉の息子）でもある李文忠の子。靖難の変の時には建文帝側の大将を務めたが、しばしば燕王朱棣に敗北した。朱棣が南京に迫ると城門の守備を放棄して投降し、朱棣側の勝利を確定させた。永楽2年（1404年）に爵位を剥奪・拘禁され、永楽末年に死去した。

## 生涯

### 洪武年間
洪武帝に仕えた李文忠の長男として生まれる。幼少期から兵法書を愛読し、故事にも通じていた。長身で眉目秀麗、立ち振る舞いも鷹揚かつ華やかであったため、洪武帝からは目をかけられていた。
しかし父・李文忠は多くの武功を挙げたため洪武帝に危険視され、1384年（洪武17年）の粛清に際し自殺させられた。李景隆は2年後の1386年にその爵位を相続し、さらに翌年（1387年）にはナガチュへの北伐にも従軍した。その後はしばしば湖広・陝西・河南で練兵を行い、西蔵と馬の交易を行った。さらに左軍都督府事に昇進し、太子太傅にも任ぜられた。

### 建文年間
洪武31年（1398年）に洪武帝が崩御し、皇太孫の朱允炆が建文帝として即位すると、李景隆は大いに信任されるようになった。7月には備辺を命ぜられ、各地に封ぜられていた藩王たちの勢力を削る手始めとして、周王朱シュクを南京へと連行する。その他の藩王も次々に処分されていく情勢に危機感を覚えた燕王朱棣は、靖難の変と呼ばれる反乱を起こした。
建文帝側の大将は当初耿炳文であったが、彼が真定（現在の河北省正定県）で朱棣軍に敗北すると、黄子澄らに推挙された李景隆が大将軍に任命された。建文帝は李景隆に通天犀帯（通天犀があしらわれた腰帯、帝王が重臣に恩賜するもの）と50万の軍勢を与え、行軍路の諸州に対しては李景隆に便宜をはかるよう命じた。しかしながら、李景隆は家柄こそ良いものの軍事的才能は凡庸であり、そのうえ傲慢な態度から宿将の反感を買っていた。それを知っていた朱棣は、李景隆が大将ならわが軍の勝利は間違いないと喜んだという。
建文元年（1399年）9月、江陰侯呉高らが永平府を攻撃すると、朱棣はその救援に向かった。この隙に李景隆は北平市を攻撃したが、留守を任されていた長男の朱高熾（のちの洪熙帝）はよく防衛した。さらには、都督の瞿能がもう少しで張掖門を突破できそうだというときに、手柄を取られることを恐れた李景隆が攻撃をやめるよう命じてしまった。一方朱棣は呉高らを破ると大寧へと転進し、寧王朱権およびウリヤンハイ三衛を味方につけてから北平の救援に戻った。李景隆軍は鄭村壩でこれを迎え撃った（鄭村壩の戦い）が、結果は李景隆軍の大敗に終わった。李景隆は北平を包囲していた部隊に知らせることすらせず、装備を捨てて徳州へと敗走した。このため北平包囲隊も壊滅し、数十万人分の輜重はすべて燕軍のものとなった。
翌建文2年（1400年）1月、朱棣が大同を攻撃すると李景隆は救援に向かったが、成果はなかった。李景隆の権威が不足しているのではないかと考えた建文帝は、璽書とともに黄鉞・弓矢を与えることにした。しかし使者の船は長江を渡る際に暴風雨によって沈没してしまい、下賜品もすべて失われてしまった。建文帝は、これらの品を李景隆の手に渡らせるため、制度を変えてもう一度下賜した。
4月、李景隆は武定侯郭英、安陸侯呉傑とともに、60万と号する大軍で北進し、白溝河（現在の河北省雄県）にて燕軍と会戦した（白溝河の戦い）。その最中、つむじ風が吹いて李景隆の将帥旗が折れ、李景隆軍は混乱に陥った。燕軍はその隙を見逃さず、李景隆軍の背後に火を放ち、これを大いに打ち破った。李景隆は武具や輜重のみならず、下賜された璽書や斧鉞などをもすべて放棄して徳州まで撤退、その徳州も落とされると済南へと敗走した。度重なる敗戦と失態に、李景隆を推挙した黄子澄も憤激し、死をもって償わせるべきだと主張した。建文帝は李景隆を誅殺することはしなかったものの、さすがに大将軍からは罷免し、盛庸をその後任に据えた。
建文4年（1402年）6月に入り、燕軍がいよいよ長江を渡ると、建文帝は兵部尚書茹瑺、都督王佐とともに李景隆を派遣して講和を申し入れたが、交渉は失敗に終わった。13日、南京城下に迫った燕軍に対し、李景隆と谷王朱ケイは金川門を開いて投降（金川門の変）。南京は陥落し、建文帝は王宮に火を放って行方知れずとなった。

### 永楽年間
朱棣が永楽帝として即位すると、李景隆は奉天輔運推誠宣力武臣の封号と、特進光禄大夫ならびに左柱国の勲官を与えられ、俸禄も1000石増やされた。左柱国は明代の勲官としては最高位のものであった。李景隆が朝議を取り仕切ろうとするようになったため、靖難の功臣たちは不平を抱くようになった。
永楽2年（1404年）、周王朱シュクが建文年間の収賄のかどで、また刑部尚書鄭賜らが不逞の輩を集めて悪事を企んでいるとしてそれぞれ李景隆を告発したが、永楽帝は追及しないように命じた。しかしその後も成国公朱能、吏部尚書蹇義といった複数の家臣が、李景隆と弟の李増枝が叛心を抱いていると弾劾した。そこで永楽帝も李景隆の勲官を剥奪するとともに入朝を禁じた。それからほどなくして、礼部尚書の李至剛らが、李景隆兄弟の不謹慎な振る舞いが目に余ると訴えたため、永楽帝は李景隆から曽国公の爵位をも剥奪すると、李増枝や妻子たちと共に軟禁し、家財を没収した。李景隆は10日間絶食したが死ぬことができず、永楽末年まで生きた。

## 子孫
李景隆の娘は昭徳王朱済熿（朱棡の三男。のちに平陽王・晋王となる）に正妃として嫁いだ。
息子の李佑、孫の李萼はいずれも仕官しなかった。曾孫の李璿は南京錦衣衛指揮使および臨淮伯となった。